# Basset suédois
Pour les articles homonymes, voir Basset et Basset (chien).
Le basset suédois, plus connu sous le nom de drever, est une race de chiens originaire de Suède. C'est un chien courant de type basset, robuste, à la robe bicolore ou tricolore. C'est un chien de chasse réputé pour la chasse au chevreuil.

## Historique
Le basset suédois est issu du basset de Westphalie importé en Suède en 1910. Dans les années 1930, ce basset acquiert une solide réputation pour la chasse au chevreuil auprès des chasseurs suédois. Ce gibier devenant de plus en plus répandu sur les terrains de chasse, une variété suédoise du basset de Westphalie, plus grande de deux centimètres au garrot, se développe et prend le nom de « drever » dès 1947. Lors du développement de la race, il est possible que le drever ait reçu l'apport de chiens courants autochtones et d'autres bassets. En 1953, le basset suédois est reconnu comme race suédoise. La race est très présente en Suède, où il est le chien de chasse le plus populaire, mais est quasiment inconnue en dehors de ce pays.

## Standard
Le drever est un chien courant de petite taille, assez long de corps et bas sur pattes, de type basset. Il donne une impression de robustesse. Les muscles sont bien développés. Le dimorphisme sexuel est marqué. La queue longue et épaisse à la naissance est portée de préférence pendante. Plutôt grande par rapport au corps, la tête assez allongée s'amenuise vers la truffe. La longueur du museau est égale à celle du crâne. Les yeux de couleur brun foncé ne sont ni saillants, ni hagards. Les oreilles de longueur et largeur moyennes sont attachées assez bas et tombent sans pli, bien accolées aux joues. 
Le poil est rude, droit et bien couché. Il est plus court sur la tête, les oreilles et les parties inférieures des membres et plus long au cou, sur le dos et la face postérieure des cuisses. La face inférieure de la queue porte un poil touffu qui ne forme pas de franges. La robe est bicolore ou tricolore. La couleur foie n'est pas tolérée. Les marques de couleur doivent être nettement délimitées. Les marques blanches doivent être visibles de tous côtés, de préférence symétriques, et forment de préférence une liste, un collier entier autour du cou et des marques blanches aux membres, aux pieds et à l’extrémité du fouet. 

## Caractère
Le standard de la Fédération cynologique internationale décrit le drever comme un chien au caractère ardent et équilibré et jamais agressif, craintif ou peureux. Tenace, il demande une bonne éducation.

## Utilité
Le drever est un chien de chasse utilisé comme chien courant tout spécialement pour la chasse au chevreuil. Il est également considéré comme très sûr sur la voie du lièvre et du renard. Le drever chasse seul ou en meute, mais préfère la chasse en solitaire. C'est un chien pisteur, doté d'un excellent flair, adapté au climat et au terrain suédois, mais qui rivalise difficilement avec des races plus grandes sur les terrains trop difficiles, en raison de ses courtes pattes.
Le drever est rarement utilisé comme chien de compagnie.